# Card Walker
Esmond Cardon Walker (09 janeiro de 1916 - 28 de novembro de 2005), mais conhecido como Card Walker, era um alto executivo da Walt Disney Productions entre 1960, 1970 e 1980. Ele nasceu em Rexburg, Idaho. Ele morreu aos 89 anos em La Cañada Flintridge, California. 

## Carreira na Disney
Depois que Walt Disney morreu em 1966, Walker se tornou vice-presidente executivo e Chefe de Operações. Quando o irmão de Walt, Roy O. Disney morreu em 1971, ele se tornou o presidente da empresa, trabalhando juntamente como co-rresidente e CEO, Donn Tatum. Em novembro de 1976, Walker assumiu sozinho as funções de Diretor e Presidente. Em 1980, Walker tornou-se Presidente do Conselho da Disney depois da aposentadoria de Tatum. Walker se aposentou como CEO, três anos depois, em fevereiro de 1983, mas continuou como Presidente até 01 de maio para supervisionar a abertura do Tokyo Disneyland no Japão.
Como um alto executivo da Disney, Walker teve um papel importante no desenvolvimento inicial do Walt Disney World na Flórida. Ele também procurou expandir a presença da Disney no território internacional. O Epcot e Tokyo Disneyland foram abertos sob a liderança de Walker, e ele presidiu as dedicatórias de ambos os parques. Walker fundou o Disney Channel em 1982.
Walker continuou a servir como um consultor da empresa até 1990 e foi membro do Conselho de Administração até 2000, tendo servido 50 anos contínuos no Conselho da Disney. Suas contribuições culminou em sua indução no Hall dos Disney Legends em 1993.